# Odontesthes brevianalis
Odontesthes brevianalis, denominado comúnmente cauque del Norte, es una especie ictícola de la familia Atherinidae. Es endémica de Chile.

## Hábitat
Vive en aguas estuariales templadas a frías.

## Distribución geográfica
Se encuentran en América del Sur, en estuarios de cuencas fluviales pacíficas en el centro y sur de Chile, desde La Serena a Chiloé.